# Autoestrada A41
Die Autoestrada A41 oder CREP-Circular Regional Exterior do Porto ist eine Autobahn in Portugal. Die Ringautobahn um Porto beginnt in Perafita und endet in Espinho.

## Größere Städte an der Autobahn
- Perafita
- Porto
- Espinho